# Гаель Морель
Гае́ль Море́ль (фр. Gaël Morel; нар. 25 вересня 1972, Ласена, Рона, Франція) — французький актор, кінорежисер і сценарист.

## Біографія
Гаель Морель народився 25 вересня 1972 року в Ласена поблизу міста Вільфранш-сюр-Сон, що в департаменті Рона у Франції. Зростав також у Ласена.
У віці 15 років, Морель пішов з дому, щоб навчатися мистецтву кіно в Ліоні, а потім переїхав до Парижа. У 18-річному віці він входив до складу молодіжного журі Каннського міжнародного кінофестивалю.
У 1994 році відомий французький кінорежисер Андре Тешіне запропонував Гаелю Морелю головну роль млодого гомосексуала Франсуа Форестьє у фільму «Дикі очерети», який отримав цілу низку нагород французької кінопремії «Сезар». Робота в цьому фільму принесла Морелю широку популярність, похвальні відгуки критиків та номінацію на «Сезара» у категорії Найперспективніший актор.
Партнерами Гаеля Мореля по знімальному майданчику «Диких очеретів» були Елоді Буше та Стефан Рідо, яких він згодом часто знімав у своїх власних фільмах, коли почав режисерську кар'єру.

## Фільмографія

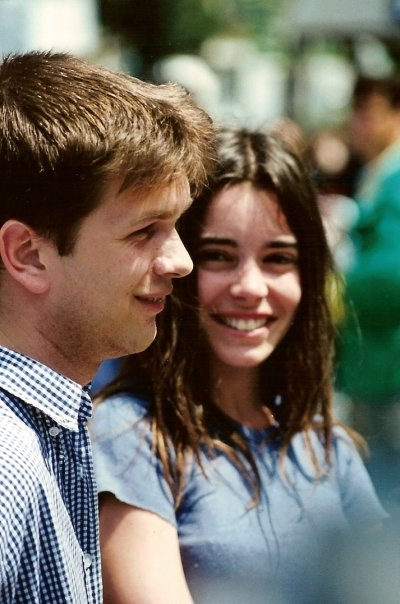
Г. Морель з Елоді Буше на презентації фільму «Дикі очерети» у програмі «Особливий погляд» на Каннському кінофестивалі 1994 р.

### Актор
| Рік  |    | Українська назва                      | Оригінальна назва                             | Роль              |
| ---- | -- | ------------------------------------- | --------------------------------------------- | ----------------- |
| 1993 | с  | Усі хлопчики і дівчатка свого віку... | Tous les garçons et les filles de leur âge... | Франсуа Форестьє  |
| 1994 | ф  | Дикі очерети                          | Les roseaux sauvages                          | Франсуа Форестьє  |
| 1995 | ф  | Найпрекрасніший вік                   | Le plus bel âge...                            | Бертран           |
| 1998 | ф  | Зона                                  | Zonzon                                        | Grandjean         |
| 2001 | ф  | Далеко                                | Loin                                          | Франсуа           |
| 2008 | тф | Нова хвиля                            | New Wave                                      | Le prof d'Italien |

### Режисер і сценарист
| Рік  |     | Назва українською   | Оригінальна назва     | Режисер | Сценарист |
| ---- | --- | ------------------- | --------------------- | ------- | --------- |
| 1995 | к/м |                     | La vie à rebours      | Так     | Так       |
| 1996 |     | На повній швидкості | À toute vitesse       | Так     | Так       |
| 1999 | т/ф | Перший сніг         | Premières neiges      | Так     | Так       |
| 2002 |     | Дороги в пустелі    | Les chemins de l'oued | Так     | Так       |
| 2004 |     | Клан                | Le clan               | Так     | Так       |
| 2007 |     | Життя після нього   | Après lui             | Так     | Так       |
| 2008 | т/ф | Нова хвиля          | New Wave              | Так     | Так       |
| 2011 |     | Наш рай             | Notre paradis         | Так     | Так       |

## Визнання
| Премія Сезар                              |                          |                  |           |
| 1995                                      | Найперспективніший актор | Дикі очерети     | Номінація |
| Міжнародний кінофестиваль в Торонто       |                          |                  |           |
| 2002                                      | Приз ФІПРЕССІ            | Дороги в пустелі | Перемога  |
| Кінофестиваль в Салоніках                 |                          |                  |           |
| 1900                                      | Золотий Александр        | Дороги в пустелі | Номінація |
| Міланський міжнародний ЛГБТ-кінофестиваль |                          |                  |           |
| 2004                                      | Спеціальна згадка        | Клан             | Перемога  |